# Guy Lehoux
Pour les articles homonymes, voir Lehoux.
Guy Lehoux (né le 19 octobre 1971 à Disraeli, dans la province de Québec au Canada) est un joueur professionnel canadien de hockey sur glace. Il possède aussi la nationalité allemande.

## Carrière de joueur
Après avoir joué avec les Saguenéens de Chicoutimi, il poursuit sa carrière dans la Ligue de hockey junior majeur du Québec avec les Voltigeurs de Drummondville.
Les Maple Leafs de Toronto le sélectionne en 9e ronde (179e au total) lors du repêchage de 1991.
En 1991-1992, il se joint aux Maple Leafs de Saint-Jean de la Ligue américaine de hockey. À l’exception d’un court passage avec les Smoke de Brantford de la Colonial Hockey League, il joue avec les Maple Leafs de Saint-Jean jusqu’en 1997-1998.
Il prend ensuite la direction de l’Allemagne, alors qu’il signe un contrat avec les SERC Wild Wings de la DEL. En vue de la saison 2000-2001, il se joint aux Ice Tigers de Nuremberg.
Après avoir passé la saison 2004-2005 avec les Krefeld Pinguine, il se joint aux Huskies de Cassel.
Après avoir joué entre 2008 et 2010 avec les SERC Wild Wings de la 2. Bundesliga, il passe la saison 2010-2011 avec le Saint-François de Sherbrooke de la Ligue nord-américaine de hockey.
À l'automne 2011, il prend sa retraite à titre de joueur et il devient entraîneur adjoint avec les Cougars de Sherbrooke de la Ligue de hockey junior AAA du Québec.

## Statistiques
| Saison    | Équipe                       | Ligue          |    | Saison régulière | Saison régulière | Saison régulière | Saison régulière | Saison régulière |   | Séries éliminatoires | Séries éliminatoires | Séries éliminatoires | Séries éliminatoires | Séries éliminatoires |
| Saison    | Équipe                       | Ligue          | PJ | B                | A                | Pts              | Pun              | PJ               | B | A                    | Pts                  | Pun                  |                      |                      |
| 1988-1989 | Saguenéens de Chicoutimi     | LHJMQ          | 67 | 3                | 12               | 15               | 218              | -                | - | -                    | -                    | -                    |                      |                      |
| 1989-1990 | Saguenéens de Chicoutimi     | LHJMQ          | 34 | 2                | 10               | 12               | 61               | -                | - | -                    | -                    | -                    |                      |                      |
| 1989-1990 | Voltigeurs de Drummondville  | LHJMQ          | 32 | 2                | 7                | 9                | 117              | -                | - | -                    | -                    | -                    |                      |                      |
| 1990-1991 | Voltigeurs de Drummondville  | LHJMQ          | 63 | 8                | 26               | 34               | 107              | 14               | 1 | 7                    | 8                    | 24                   |                      |                      |
| 1991      | Voltigeurs de Drummondville  | Coupe Memorial | -  | -                | -                | -                | -                | 5                | 0 | 2                    | 2                    | 14                   |                      |                      |
| 1991-1992 | Maple Leafs de Saint-Jean    | LAH            | 67 | 1                | 7                | 8                | 134              | -                | - | -                    | -                    | -                    |                      |                      |
| 1992-1993 | Maple Leafs de Saint-Jean    | LAH            | 42 | 3                | 2                | 5                | 72               | -                | - | -                    | -                    | -                    |                      |                      |
| 1992-1993 | Smoke de Brantford           | CoHL           | 13 | 0                | 5                | 5                | 28               | 4                | 0 | 1                    | 1                    | 15                   |                      |                      |
| 1993-1994 | Maple Leafs de Saint-Jean    | LAH            | 71 | 2                | 8                | 10               | 217              | 9                | 1 | 1                    | 2                    | 8                    |                      |                      |
| 1994-1995 | Maple Leafs de Saint-Jean    | LAH            | 77 | 4                | 9                | 13               | 255              | 5                | 0 | 0                    | 0                    | 2                    |                      |                      |
| 1995-1996 | Maple Leafs de Saint-Jean    | LAH            | 66 | 1                | 5                | 6                | 211              | 4                | 0 | 0                    | 0                    | 2                    |                      |                      |
| 1996-1997 | Maple Leafs de Saint-Jean    | LAH            | 69 | 1                | 6                | 7                | 229              | 11               | 0 | 2                    | 2                    | 20                   |                      |                      |
| 1997-1998 | SERC Wild Wings              | DEL            | 44 | 0                | 7                | 7                | 93               | 6                | 0 | 0                    | 0                    | 29                   |                      |                      |
| 1997-1998 | Maple Leafs de Saint-Jean    | LAH            | 4  | 0                | 2                | 2                | 13               | 4                | 0 | 0                    | 0                    | 20                   |                      |                      |
| 1998-1999 | SERC Wild Wings              | DEL            | 43 | 1                | 6                | 7                | 127              | -                | - | -                    | -                    | -                    |                      |                      |
| 1999-2000 | SERC Wild Wings              | DEL            | 56 | 3                | 3                | 6                | 173              | 12               | 1 | 1                    | 2                    | 6                    |                      |                      |
| 2000-2001 | Ice Tigers de Nuremberg      | DEL            | 49 | 0                | 6                | 6                | 101              | 4                | 0 | 0                    | 0                    | 6                    |                      |                      |
| 2001-2002 | Ice Tigers de Nuremberg      | DEL            | 58 | 3                | 10               | 13               | 129              | 4                | 0 | 0                    | 0                    | 2                    |                      |                      |
| 2002-2003 | Ice Tigers de Nuremberg      | DEL            | 49 | 2                | 1                | 3                | 119              | 4                | 0 | 0                    | 0                    | 30                   |                      |                      |
| 2003-2004 | Ice Tigers de Nuremberg      | DEL            | 51 | 3                | 18               | 21               | 90               | 5                | 0 | 0                    | 0                    | 31                   |                      |                      |
| 2004-2005 | Krefeld Pinguine             | DEL            | 52 | 2                | 8                | 10               | 106              | -                | - | -                    | -                    | -                    |                      |                      |
| 2005-2006 | Huskies de Cassel            | DEL            | 51 | 0                | 5                | 5                | 89               | 5                | 1 | 0                    | 1                    | 20                   |                      |                      |
| 2006-2007 | Huskies de Cassel            | 2. Bundesliga  | 51 | 3                | 5                | 8                | 101              | 10               | 1 | 0                    | 1                    | 10                   |                      |                      |
| 2007-2008 | Huskies de Cassel            | 2. Bundesliga  | 52 | 2                | 6                | 8                | 64               | 15               | 0 | 1                    | 1                    | 14                   |                      |                      |
| 2008-2009 | SERC Wild Wings              | 2. Bundesliga  | 39 | 0                | 7                | 7                | 58               | 2                | 0 | 0                    | 0                    | 4                    |                      |                      |
| 2009-2010 | SERC Wild Wings              | 2. Bundesliga  | 45 | 1                | 6                | 7                | 59               | 13               | 0 | 3                    | 3                    | 10                   |                      |                      |
| 2010-2011 | Saint-François de Sherbrooke | LNAH           | 26 | 1                | 6                | 7                | 45               | 11               | 1 | 1                    | 2                    | 45                   |                      |                      |

## Trophées et honneurs personnels
- Ligue Nord-Américaine de Hockey
  - 2010-2011 : remporte la Coupe Canam avec le Saint-François de Sherbrooke.
- 2. Bundesliga
  - 2007-2008 : remporte le championnat des séries avec les Huskies de Cassel.
- Colonial Hockey League
  - 1992-1993 : remporte la Coupe Coloniale avec le Smoke de Brantford.
- Ligue de hockey junior majeur du Québec
  - 1990-1991 : élu dans la deuxième équipe d’étoiles et participe à la Coupe Memorial avec les Voltigeurs de Drummondville.